# Taça de Portugal 1972/73
Die Taça de Portugal 1972/73 war die 33. Austragung des portugiesischen Pokalwettbewerbs. Er wurde vom portugiesischen Fußballverband ausgetragen. Das Finale fand am 17. Juni 1973 im Estádio Nacional von Oeiras statt. Pokalsieger wurde Sporting Lissabon, das sich im Finale gegen Vitória Setúbal durchsetzte. Sporting nahm damit am Europapokal der Pokalsieger 1973/74 teil.
Alle Begegnungen wurden in einem Spiel ausgetragen. Bei unentschiedenem Ausgang wurde zur Ermittlung des Siegers eine Verlängerung gespielt. Stand danach kein Sieger fest, wurde das Spiel wiederholt.

## Teilnehmende Teams
Die Teams aus der Primeira Divisão traten zusammen mit den Vereinen aus den Kolonialgebieten erst im Sechzehntelfinale ein.
| Primeira Divisão (16) | Segunda Divisão (32) | Segunda Divisão (32) | Distrikte (5) |
| --- | --- | --- | --- |
| - Atlético CP - FC Barreirense - SC Beira-Mar - Belenenses Lissabon - Benfica Lissabon - Boavista Porto - GD da CUF Barreiro - SC Farense - Leixões SC - CD Montijo - FC Porto - Sporting Lissabon - União de Coimbra - União de Tomar - Vitória Guimarães - Vitória Setúbal | - Académica de Coimbra - Almada AC - Sporting Braga - Caldas SC - CD Cova da Piedade - SC Covilhã - SC Espinho - AD Fafe - FC Famalicão - Gil Vicente FC - AC Marinhense - GD Nazarenos - SC Olhanense - UD Oliveirense - Clube Oriental de Lisboa - FC Penafiel  | - GD Peniche - Portimonense SC - GD Riopele - SG Sacavenense - SC Salgueiros - AD Sanjoanense - FC Seixal - GD Sesimbra - Sport União Sintrense - FC Tirsense - CD Torres Novas - Tramagal Sport União - União Lamas - União Leiria - Varzim SC - Vilanovense FC | - Marítimo Funchal (Madeira) - SC Lusitânia (Azoren) - Benfica Nova Lissabon (Angola) - União Bissau (Guinea-Bissau) - Ferroviário Lourenço Marques (Mosambik) |
| Terceira Divisão (64) | | | |
| - Académico de Viseu FC - AD Ala-Arriba - SC Alba - GC Alcobaça - Alhandra SC - SC Mineiro Aljustrelense - FC Alverca - CD Amiense - Amora FC - Anadia FC - Desportivo Aves - FC Avintes - SCE Bombarralense - SC Campomaiorense - SL Cartaxo - Casa Pia AC                  | - GD Chaves - CD Beja - Desportivo Castelo Branco - CD Paços de Brandão - CF Esperança Lagos - AD Esposende - GD Estoril Praia - Febres SC - CD Feirense - SC Freamunde - CD Gouveia - O Elvas CAD - SC Lamego - Juventude Évora - Leça FC - SC Leiria e Marrazes | - AD Limianos - Lusitânia Lourosa - Lusitano GC Évora - Lusitano VRSA - Luso FC - GD Mangualde - CF Marialvas - LGC Moncarapachense - Mortágua FC - Naval 1º de Maio - Odivelas FC - AD Ovarense - Paio Pires FC - GD Pescadores - CD Portalegrense - SC Régua   | - AD São Pedro da Cova - Silves FC - SC União Torreense - GD Torre Moncorvo - União de Almeirim - União de Montemor - UD Santarém - AD Valecambrense - GD Valpaços - Vasco da Gama AC - Estrelas Vendas Novas - SC Vianense - SC Vila Real - UD Vilafranquense - SC Vilar Formosa - FC Vizela |

## 1. Runde
In dieser Runde nahmen die Vereine aus der Segunda und Terceira Divisão an. Die Spiele fanden am 24. September 1972 statt.
|                       | Ergebnis  |                           |
| --------------------- | --------- | ------------------------- |
| Portimonense SC       | 0:0 n. V. | GD Sesimbra               |
| SC Olhanense          | 1:2       | União de Montemor 1       |
| Varzim SC             | 3:0       | FC Vizela                 |
| Sport União Sintrense | 1:0       | Tramagal Sport União      |
| AD São Pedro da Cova  | 1:0       | SC Freamunde              |
| SC Alba               | 2:1       | CD Gouveia                |
| SC Salgueiros         | 4:2       | UD Oliveirense            |
| GD Nazarenos          | 0:2       | União de Almeirim         |
| CD Paços de Brandão   | 0:1       | CF Marialvas              |
| GD Pescadores         | 1:2       | Paio Pires FC             |
| CD Portalegrense      | 0:1       | O Elvas CAD               |
| Caldas SC             | 1:2       | Odivelas FC               |
| SC Covilhã            | 2:1       | AD Sanjoanense            |
| Vasco da Gama AC      | 0:0 n. V. | CD Cova da Piedade        |
| Estrelas Vendas Novas | 0:2       | SG Sacavenense            |
| SC Vianense           | 0:3       | Sporting Braga            |
| Vilanovense FC        | 4:1       | AD Valecambrense          |
| GD Valpaços           | 2:0       | AD Limianos               |
| UD Santarém           | 1:3       | SC Leiria e Marrazes      |
| SC Espinho            | 2:0       | GD Mangualde              |
| SC Lamego             | 0:1       | FC Tirsense               |
| União Lamas           | 0:1       | Naval 1º de Maio          |
| União Leiria          | 2:1       | SC União Torreense        |
| GD Torre Moncorvo     | 0:1       | FC Famalicão              |
| LGC Moncarapachense   | 0:2       | Amora FC                  |
| FC Avintes            | 1:0       | GD Chaves                 |
| Casa Pia AC           | 1:0       | SCE Bombarralense         |
| CD Feirense           | 5:0       | Mortágua FC               |
| CD Torres Novas       | 3:1       | SL Cartaxo                |
| AC Marinhense         | 3:0       | CD Amiense                |
| FC Alverca            | 1:1 n. V. | Alhandra SC               |
| Académico de Viseu FC | 0:0 n. V. | AD Ovarense               |
| AD Fafe               | 1:0       | AD Esposende              |
| AD Ala-Arriba         | 1:0       | Desportivo Castelo Branco |
| Almada AC             | 1:0       | Luso FC                   |
| Desportivo Aves       | 2:0       | SC Régua                  |
| Leça FC               | 1:0       | GD Riopele                |
| Gil Vicente FC        | 3:0       | SC Vila Real              |
| GC Alcobaça           | 6:0       | SC Campomaiorense         |
| Juventude Évora       | 0:0 n. V. | CF Esperança Lagos        |
| Lusitano GC Évora     | 3:1       | SC Mineiro Aljustrelense  |
| GD Peniche            | 3:1       | UD Vilafranquense         |
| GD Estoril Praia      | 2:1       | Clube Oriental de Lisboa  |
| FC Penafiel           | 4:2       | Lusitânia Lourosa         |
| FC Seixal             | 0:0 n. V. | Lusitano VRSA             |
| Silves FC             | 3:3 n. V. | CD Beja                   |
| Febres SC             | 0:4       | Anadia FC                 |
| Académica de Coimbra  | 8:0       | SC Vilar Formosa          |

### Wiederholungsspiele
|                    | Ergebnis |                       |
| ------------------ | -------- | --------------------- |
| GD Sesimbra        | 2:1      | Portimonense SC       |
| Lusitano VRSA      | 1:3      | FC Seixal             |
| CF Esperança Lagos | 3:1      | Juventude Évora       |
| CD Cova da Piedade | 3:0      | Vasco da Gama AC      |
| Alhandra SC        | 2:1      | FC Alverca            |
| CD Beja            | 0:1      | Silves FC             |
| AD Ovarense        | 6:0      | Académico de Viseu FC |

## 2. Runde
Die Spiele fanden am 1. Oktober 1972 statt.
|                      | Ergebnis  |                       |
| -------------------- | --------- | --------------------- |
| SC Alba              | 1:0       | CF Marialvas          |
| SC Olhanense         | 0:1       | Almada AC             |
| SC Salgueiros        | 0:0 n. V. | Gil Vicente FC        |
| O Elvas CAD          | 2:6       | Odivelas FC           |
| Naval 1º de Maio     | 4:1       | AD São Pedro da Cova  |
| Varzim SC            | 1:1 n. V. | SC Covilhã            |
| Sporting Braga       | 2:1       | CD Feirense           |
| Vilanovense FC       | 3:0       | Anadia FC             |
| GD Valpaços          | 0:1       | SC Espinho            |
| União Leiria         | 1:1 n. V. | CF Esperança Lagos    |
| União de Almeirim    | 1:3       | Alhandra SC           |
| Lusitano GC Évora    | 3:0       | SC Leiria e Marrazes  |
| GD Sesimbra          | 1:3       | AC Marinhense         |
| CD Torres Novas      | 2:0       | Amora FC              |
| Casa Pia AC          | 2:2 n. V. | Paio Pires FC         |
| FC Avintes           | 2:0       | FC Famalicão          |
| AD Fafe              | 4:2       | Desportivo Aves       |
| CD Cova da Piedade   | 2:1       | SG Sacavenense        |
| Leça FC              | 4:1       | AD Ala-Arriba         |
| GD Peniche           | 8:0       | Silves FC             |
| GD Estoril Praia     | 1:2       | GC Alcobaça           |
| FC Seixal            | 1:0       | Sport União Sintrense |
| FC Penafiel          | 3:1       | FC Tirsense           |
| Académica de Coimbra | 9:0       | AD Ovarense           |

### Wiederholungsspiele
|                    | Ergebnis |               |
| ------------------ | -------- | ------------- |
| SC Covilhã         | 0:4      | Varzim SC     |
| Paio Pires FC      | 2:3      | Casa Pia AC   |
| Gil Vicente FC     | 4:2      | SC Salgueiros |
| CF Esperança Lagos | 0:1      | União Leiria  |

## 3. Runde
Die Spiele fanden am 23. Dezember 1972 statt.
|                      | Ergebnis  |              |
| -------------------- | --------- | ------------ |
| Lusitano GC Évora    | 4:2       | FC Avintes   |
| Gil Vicente FC       | 3:2       | União Leiria |
| Naval 1º de Maio     | 4:1       | Alhandra SC  |
| Sporting Braga       | 3:0       | GD Peniche   |
| Vilanovense FC       | 3:1       | GC Alcobaça  |
| FC Penafiel          | 1:0       | AD Fafe      |
| Leça FC              | 2:1       | SC Espinho   |
| AC Marinhense        | 1:0       | FC Seixal    |
| Casa Pia AC          | 1:0       | SC Alba      |
| CD Torres Novas      | 2:1       | Varzim SC    |
| CD Cova da Piedade   | 0:0 n. V. | Odivelas FC  |
| Académica de Coimbra | 3:0       | Almada AC    |

### Wiederholungsspiel
|             | Ergebnis |                    |
| ----------- | -------- | ------------------ |
| Odivelas FC | 2:3      | CD Cova da Piedade |

## Sechzehntelfinale
In dieser Runde traten die 16 Teams der Primeira Divisão und die 5 Teams aus den Kolonialgebieten ein. Die Spiele fanden am 18. März 1973 statt.
|                       | Ergebnis  |                              |
| --------------------- | --------- | ---------------------------- |
| SC Lusitânia          | 1:6       | União de Tomar               |
| SC Farense            | 6:0       | União Bissau                 |
| FC Penafiel           | 0:0 n. V. | Leixões SC                   |
| Benfica Nova Lissabon | 1:2       | Atlético CP                  |
| Vilanovense FC        | 0:1       | SC Beira-Mar                 |
| Vitória Setúbal       | 8:0       | Marítimo Funchal             |
| Vitória Guimarães     | 3:0       | União de Coimbra             |
| Leça FC               | 1:3       | Sporting Lissabon            |
| FC Barreirense        | 3:0       | Naval 1º de Maio             |
| Boavista Porto        | 1:2       | FC Porto                     |
| Belenenses Lissabon   | 2:4       | Benfica Lissabon             |
| CD Montijo            | 1:0       | AC Marinhense                |
| CD Torres Novas       | 2:1       | Casa Pia AC                  |
| GD da CUF Barreiro    | 3:1       | Ferroviário Lourenço Marques |
| CD Cova da Piedade    | 1:1 n. V. | Gil Vicente FC               |
| Académica de Coimbra  | 6:1       | Sporting Braga               |

### Wiederholungsspiele
|                | Ergebnis |                    |
| -------------- | -------- | ------------------ |
| Leixões SC     | 2:0      | FC Penafiel        |
| Gil Vicente FC | 2:1      | CD Cova da Piedade |

## Achtelfinale
Die Spiele fanden am 8. und 9. April 1973 statt.
|                   | Ergebnis |                      |
| ----------------- | -------- | -------------------- |
| Leixões SC        | 2:0      | Benfica Lissabon     |
| União de Tomar    | 1:0      | Gil Vicente FC       |
| Vitória Setúbal   | 2:0      | Vitória Guimarães    |
| FC Porto          | 3:1      | SC Beira-Mar         |
| FC Barreirense    | 3:1      | Académica de Coimbra |
| Atlético CP       | 1:2      | GD da CUF Barreiro   |
| CD Montijo        | 0:1      | SC Farense           |
| Sporting Lissabon | 5:0      | CD Torres Novas      |

## Viertelfinale
Die Spiele fanden am 6. Mai 1973 statt.
|                    | Ergebnis |                 |
| ------------------ | -------- | --------------- |
| Sporting Lissabon  | 1:0      | Leixões SC      |
| SC Farense         | 1:0      | FC Porto        |
| FC Barreirense     | 0:1      | Vitória Setúbal |
| GD da CUF Barreiro | 5:0      | União de Tomar  |

## Halbfinale
Die Spiele fanden am 27. Mai 1973 statt.
|                    | Ergebnis |                   |
| ------------------ | -------- | ----------------- |
| SC Farense         | 0:1      | Vitória Setúbal   |
| GD da CUF Barreiro | 0:1      | Sporting Lissabon |

## Finale
| Paarung           | Sporting Lissabon – Vitória Setúbal |
| Ergebnis          | 3:2 (2:0) |
| Datum             | 17. Juni 1973 |
| Stadion           | Estádio Nacional, Oeiras |
| Schiedsrichter    | Fernando Leite |
| Tore              | 1:0 Nélson Fernandes (23.) 2:0 Héctor Yazalde (34.) 3:0 Fernando Tomé (66.) 3:1 Duda (76.) 3:2 Vicente Belmondo (86.) |
| Sporting Lissabon | Vítor Damas – Vitorino Bastos, Carlos Alhinho, Manaca , João Laranjeira – Nélson Fernandes, Fernando Tomé (80. Hilário da Conceição), Wágner Canotilho – Marinho, Héctor Yazalde (80. Chico Faria), Joaquim Dinis Cheftrainer: Mário Lino |
| Vitória Setúbal   | Joaquim Torres – Francisco Rebelo, José Mendes , João Cardoso – Carriço, Francisco Amâncio, Henrique Campora (Vicente Belmondo), José Maria, Jacinto João (Joaquim Arcanjo) – Duda, José Augusto Torres Cheftrainer: José Maria Pedroto   |